# Ruch na rzecz Praw Człowieka i Demokracji
Ruch na rzecz Praw Człowieka i Demokracji (Human Rights and Democracy Movement in Tonga, HRDM) – tongijska partia polityczna działająca na rzecz demokratyzacji. Liderem partii jest Uliti Uata.
Korzenie partii sięgają ruchu politycznego z drugiej połowy lat 70. W 1992 sformalizował się on jako Pro-Democracy Movement (Ruch na rzecz Demokracji), a w 1998 przyjął obecną nazwę.
Program ruchu odwołuje się do Powszechnej Deklaracji Praw Człowieka i do wartości chrześcijańskich. Jego głównym celem jest ustanowienie w Tonga pełnej demokracji i rządów prawa. Dąży również do lepszej redystrybucji, demokratycznego i ekologicznego zarządzania zasobami naturalnymi, równości między płciami. Sprzeciwia się wszelkim formom dyskryminacji.
W wyborach w 2005 roku partia uzyskała siedem mandatów w Zgromadzeniu Ustawodawczym (na 9 mandatów pochodzących z wyborów). Wkrótce po wyborach w partii doszło do rozłamu. Oddzieliła się od niej Demokratyczna Partia Ludowa (People's Democratic Party, PDP). W wyborach w 2008 roku HRDM uzyskała cztery mandaty, jeden przypadł PDP, zaś cztery- kandydatom bezpartyjnym.